# California Games
California Games (no Brasil: Jogos de Verão) é um jogo eletrônico lançado pela empresa desenvolvedora Epyx no ano de 1987. Primeiramente, foi lançado apenas para os computadores Apple II e o Commodore 64. Assim que fez sucesso, foi lançado para consoles e outros computadores, como: AMIGA, Apple IIGS, Atari 2600, Atari ST, Atari Lynx, DOS, Amstrad CPC, ZX Spectrum, Nintendo Entertainment System, MSX, Sega Master System e Sega Mega Drive.

## Jogabilidade
O jogo eletrônico baseia-se em modalidades esportivas que ocorrem na Califórnia, que tem um clima normalmente quente. Por esse motivo o nome do jogo foi adaptado para Jogos de Verão.
É um jogo que pode ser jogado por até oito jogadores, só que por turnos. Cada jogador terá três chances para cada modalidade, ou seja, ele tentara três vezes pontuar mais.

## Modalidades
O jogo tem seis modalidades, sendo elas, em ordem: half pipe, footbag, surf, skating, BMX e flying disc.

### Half Pipe (skateboarding)
É um dos pais da série de videogame Tony Hawk's. Por ter uma tecnologia bem inferior a que temos hoje, o jogo é extremamente limitado. Por esse motivo se tem no jogo apenas a ‘’vertical’’ (plataforma na forma de um semicírculo), que é exatamente o half pipe. O jogador precisa fazer manobras para ganhar pontos e ganha quem fizer mais.

### Footbag
Essa modalidade se baseia em um jogador que faz "embaixadinhas" com uma pequena bola. Quanto mais difícil for para fazer o truque com a bola, mais pontos se faz, e ganha quem fizer mais pontos.

### Surf
Nessa modalidade o jogador será um surfista na qual pegou uma grande onda e terá de fugir da onda e fazer manobras para ganhar pontos. Ganha quem fazer uma boa performance para tirar uma boa nota.

### Skating(patinação sobre rodas)
Essa modalidade se passa com uma adolescente patinando num calçadão de uma praia californiana e que precisa se desviar de obstáculos como: lixos, cascas de banana, poças d'água, rachaduras e outros. O obstáculo mais chato e imprevisível é uma bola de praia que pode vir a qualquer momento e, pela dificuldade de perspectiva do jogo, não dá para saber de que lado ela vem. Ganha quem fizer mais pontos, sendo que o quanto mais se faz manobras e mais longe se vai, mais se faz pontos.

### BMX
Essa modalidade se baseia em um ciclista que tem que passar por obstáculos, como: descidas, subidas, rampas e buracos. Adquire-se pontos por manobras feitas pela bicicleta. Ganha quem for o primeiro a terminar o percurso com mais pontos. Caso não termine o percurso, ganha quem fizer mais pontos.

### Flying Disc(frisbee)
Neste minigame, você precisa jogar um disco para alguém ou algo num parque.

## Gênero
O jogo é classificado como esporte, apesar dos esportes não serem os comumente praticados, ou seja, não são esporte olímpicos. O jogo necessita de coordenação motora, destreza e pensamento rápido do jogador, não de criatividade, estratégia e outros elementos o que o torna mecânico como típicos jogos de ação como os de tiros (ex.: Duke Nukem 3D).
Dentro desse jogo não existem características do tipo: narrativa interação com outros personagens que podem afetar o jogador.
No jogo ‘’Jogos de Verão’’ todas essas modalidades são desafios distintos em que alguns dependam de tempo. Nas modalidades de Foot Bag, Skate, Surf e BMX o tempo influencia de diferentes formas, pois em quase todas as modalidades existe um tempo limite para realizar a tarefa (tempo em contagem regressiva), exceto a BMX em que funciona como um cronômetro.
Os únicos que não dependem de tempo são as modalidades Skate e Flying Disk em que só se conta os pontos feitos.